# Accident ferroviari de Sohag
L'accident ferroviari de Sohag és un accident ferroviari que va tenir lloc el 26 de març de 2021 quan dos trens van xocat al districte de Tahta, a la Governació de Sohag, a Egipte. Almenys 32 persones van morir i almenys altres 165 van quedar ferides. L'accident va tenir lloc a una velocitat relativament baixa i va suposar la destrucció de dos vagons mentre un tercer va descarrilar. L'incident es va desencadenar per « individus desconeguts » que intencionadament van activar els frens d'urgència ; el tren següent no va poder aturar-se, provocant la col·lisió.

## Context
Egipte és regularment escenari de greus accidents de carretera i ferroviaris, pel fet que disposa d'una de les xarxes de tren més antigues i extenses de la regió, i que els vehicles estan en mal estat, amb un escàs manteniment i poca vigilància de les carreteres i vies fèrries.
La tragèdia ferroviària més mortífera de la història d'Egipte es va produir el 2002, quan l'incendi d'un tren va matar al menys a 360 persones a uns 40 quilòmetres a sud del Caire.
Les xifres oficials donen 1.793 accidents de tren a Egipte només l'any 2017.

## Accident
El ministeri de transports d'Egipte va dir que uns passatgers del tren que anava de Luxor a Alexandria van activar els frens d'emergència entre les estacions d'El Maragha i Tahta, fent que el tren s'aturés, on va ser encalçat per un segon tren que anava d'Assuan al Caire, cosa que va portar a la destrucció de dos vagons i el descarrilament d'un tercer.